# Xã 4, Quận Harper, Kansas
Xã 4 (tiếng Anh: Township 4) là một xã thuộc quận Harper, tiểu bang Kansas, Hoa Kỳ. Năm 2010, dân số của xã này là 220 người.